# Orodesma fearni
Orodesma fearni là một loài bướm đêm trong họ Erebidae.